# Reuzenzilverspar
De reuzenzilverspar (Abies grandis) is een boom die tot de dennenfamilie (Pinaceae) behoort. Het is een snelgroeiende boom die van nature voorkomt aan de noordwestkust van Noord-Amerika. Deze plant wordt om het timmerhout aangeplant in het noorden en midden van Europa. Het is waarschijnlijk de snelst groeiende conifeer van de in Europa aangevoerde soorten. Hij kan elk jaar wel 1,5 m groeien. De reuzenzilverspar kan dan ook zeer hoog worden. In Amerika zijn exemplaren van 65 tot ruim 80 m hoogte te vinden en ook in Schotland is al een hoogte van 62 m bereikt. In West-Europa zijn maximale hoogtes van zeker 40 m te verwachten.

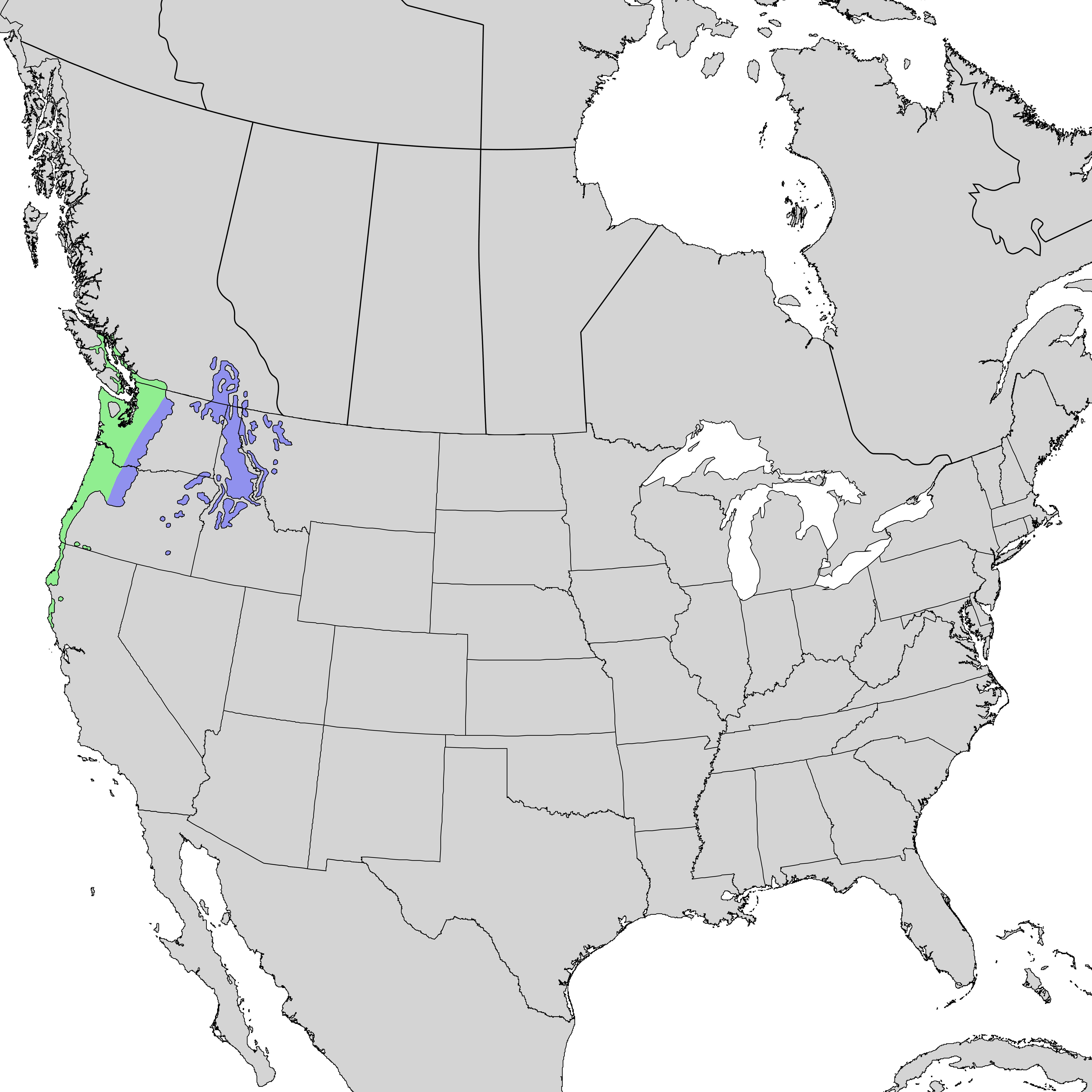
Voorkomen in Noord-Amerika

## Kenmerken
De reuzenzilverspar heeft een smalle, kegelvormige kroon. De takken staan in regelmatige kransen. De schors is bruingrijs en is bij jonge bomen voorzien van harsblaren. Later wordt de schors donkerder van kleur en vormen de barsten vierkante platen. De twijgen zijn fijn behaard en olijfgroen van kleur. De knoppen zijn eirond met weinig hars. Aanvankelijk zijn ze paars, maar worden later wit van de hars. Ze zijn ongeveer 2 mm lang. Er zijn zachte naalden, die glanzend groen zijn aan de bovenkant en aan de onderzijde voorzien zijn van twee overlangse, zilverwitte strepen. Hun opvallende geur bij kneuzen of fijnwrijven doet denken aan citrusvruchten en ananas. Korte en lange naalden zijn in een plat vlak gerangschikt en staan in twee rijen langs de twijgen, zoals tanden aan een kam.

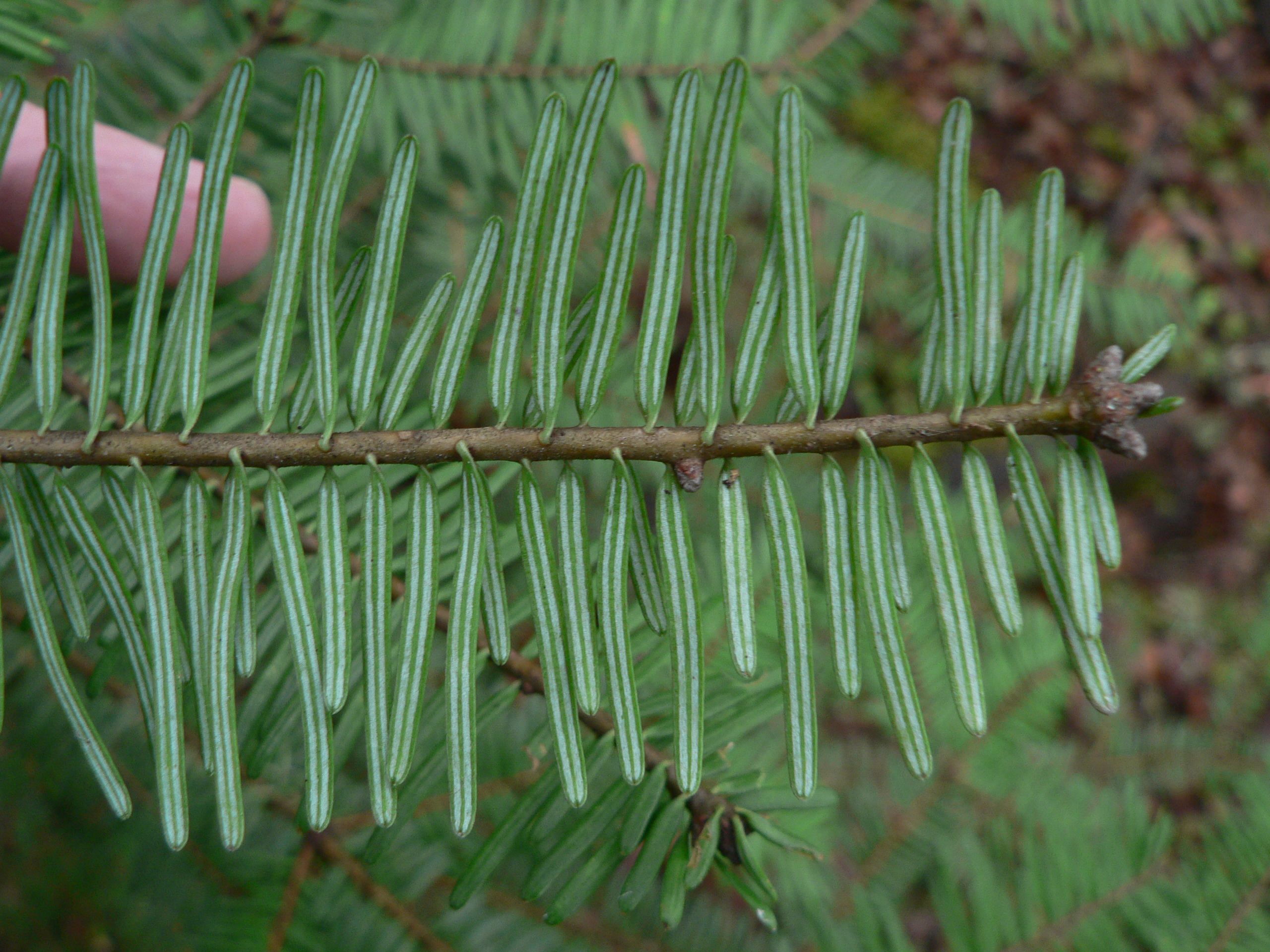
Naalden van de reuzenzilverspar

De 'kegels' (november en december) zijn rechtopstaand en cilindervormig. Ze worden 5 tot 10 cm lang (kleiner dan de kegels van de gewone zilverspar (Abies alba). Eerst zijn ze lichtgroen, maar later worden ze roodbruin. De dekschubben zijn van buiten niet te zien.
De reuzenzilverspar is winterhard en wortelt diep. Bij voldoende vocht groeit deze boom ook op arme grond.

## Ecologie
De reuzenzilverspar is waardplant voor de larven van Neophasia menapia, Orgyia pseudotsugata, Promylea lunigerella en Syngrapha celsa.

## Toepassingen
Het hout is zacht en niet erg sterk. De reuzenzilverspar levert bleek, roomkleurig of wit timmerhout dat gebruikt wordt voor de fabricage van kisten, papier, enzovoorts.
De naalden hebben een aantrekkelijke geur en worden soms als kerstversiering gebruikt.